# Baasee
Der Baasee (auch Baa-See) ist ein Süßwassersee bei Sonnenburg im südlichen Gemeindegebiet von Bad Freienwalde (Oder) im Landkreis Märkisch-Oderland in Brandenburg. Der zu- und abflusslose See liegt im FFH-Gebiet „Sonnenburger Wald und Ahrendskehle“.

## Allgemeines
Der Baasee befindet sich innerhalb eines geschlossenen Talkessels ohne oberirdische Zuflüsse. Er speist sich aus dem Grundwasser und über Hangabflüsse bei Starkregenereignissen. Der Wasserabfluss erfolgt ausschließlich unterirdisch über das Grundwasser. Die Entstehung des Sees liegt etwa 12.000 Jahre zurück. Er bildete sich am Ende der Weichselkaltzeit, als beim Rückzug des Gletschers ein Toteisblock im Gletscherzungenbecken zurückblieb.

## Ökologie
Der Baasee ist dem Lebensraumtyp 3150 (natürlicher eutropher See mit Schwimmblatt- und Unterwasservegetation) zuzuordnen. Allerdings ist das Wasser – wahrscheinlich durch die Wühltätigkeit von Fischen – so stark getrübt, dass keine Unterwasservegetation entwickelt ist. Die Schwimmblattvegetation ist durch spärliche Bestände des Schwimmenden Laichkrauts in Ufernähe vorhanden. Die Seeufer weisen einen schmalen Verlandungssaum aus Seggen, Rohrkolben und Schilfrohr auf. 
Der See ist von Mischwald umgeben, in dem auch eine 48,20 m hohe Douglasie steht, die 1888 auf Weisung des Forstwissenschaftlers Adam Schwappach gepflanzt worden ist. Der Baum wurde der Öffentlichkeit am 14. August 2000 als höchster Baum Brandenburgs vorgestellt, wovon auch eine Informationstafel am Baasee zeugt. Der Baum hat einen Brusthöhendurchmesser von 78 cm und ein Holzvolumen von 8,8 Kubikmetern. 2011 wurde allerdings im Stadtwald von Lychen eine sogar 51,70 m hohe Douglasie vermessen. Am Baasee steht aber die mit 42,50 m unbestritten höchste Esche Brandenburgs (der höchste Brandenburger „Baum des Jahres“ 2001).

## Das Baasee-Moor
Nordwestlich des Sees liegt das Baasee-Moor, ein kleines Kesselmoor. Sein Spiegel liegt sieben Meter über dem des Sees. Lediglich durch Niederschläge gespeist ist es einem Hochmoor sehr ähnlich. Es ist nährstoffarm und beherbergt Pflanzen, die sich diesen Bedingungen angepasst haben wie Torfmoos, Moosbeere, Sumpfporst und Frauenhaarmoos. Hier lebt auch der Moorfrosch. Seit dem Jahr 2006 läuft ein Renaturierungsprojekt. Der Entwässerungsgraben zum Baasee wurde verschlossen und ein Waldumbauprogramm begonnen, bei dem die Fichten am Rande des Moores entfernt werden, um einer natürlichen Vegetation Raum zu schaffen.

## Tourismus und Freizeitgestaltung
Im Baasee, der als Angelgewässer genutzt wird, leben Aale, Graskarpfen, Echte Barsche, Hechte, Schleien, Brachsen, Karauschen, Rotaugen und Rotfedern.
Der See ist ein beliebtes Wanderziel im Barnim. Mit Bad Freienwalde ist er durch den abwechslungsreichen Sieben-Hügel-Weg verbunden. Auch der Oderlandweg, ein zertifizierter Qualitätswanderweg, führt am Ufer des Baasees entlang. Schon der Schriftsteller Theodor Fontane besuchte den Baasee und berichtete darüber 1863 in Teil 2 (Das Oderland. Barnim. Lebus.) seiner Wanderungen durch die Mark Brandenburg.
Jährlich am 1. Mai findet der vom Sportverein Athleticon 97 Bad Freienwalde e.V. organisierte Baasee-Lauf statt, der vom Jahn-Stadion in Bad Freienwalde über den Brunnenweg zum Baasee und über den Sieben-Hügel-Weg wieder zurück zum Ausgangspunkt führt. Bei zwei Runden ist die Strecke 25 km lang.
Am südöstlichen Ende des Sees befindet sich eine Waldschenke, die von Sonnenburg aus auch mit dem Auto erreicht werden kann.

## Legenden
Um den Baasee ranken sich alte Legenden. Konrad Gründler hat zwei davon in sein Freienwalder Sagen- und Geschichten-Büchlein aufgenommen. 
Die versunkene Kapelle im Baasee erzählt von der Köhlertochter Ilse, die sich in den jungen Ritter von der Sonnenburg verliebt. Der Ritter gelobt ihr vor dem Marienbild in der kleinen Kapelle am Baasee, dass er sie heiraten wird, sobald er mündig ist. Er bricht jedoch sein Versprechen. Als er im Hochzeitszug mit seiner Braut, dem Grafenfräulein vom Schloss Werbellin, zur Kapelle kommt, bricht ein Unwetter los, ein Blitz schlägt in die Kapelle ein, und die gesamte Hochzeitsgesellschaft versinkt mit ihr im See.
Der weiße Wassernix im Baasee erzählt, dass einst ein böser Raubritter von einem Bauern erschlagen wurde und seitdem im Baasee wohnt und die Nachkommen des Bauern, die im See baden, in die Tiefe zieht. In der Martinsnacht vom 11. auf den 12. November ist der Ritter als weißer Wassernix von allen zu sehen, die am Martinstag niemand betrogen haben.